# Distanzritt Berlin–Wien, Wien–Berlin 1892

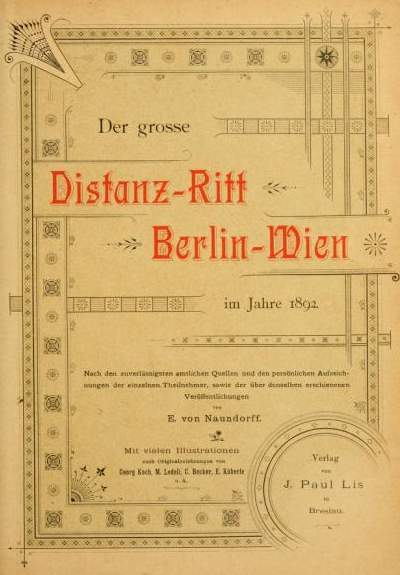
Eine Veröffentlichung zum Distanzritt aus dem Jahre 1893

Der Distanzritt Berlin–Wien, Wien–Berlin 1892 fand im Herbst 1892 statt. Es war ein bis dahin nicht dagewesener militärischer Übungsritt für Offiziere  des deutschen und des österreich-ungarischen Heeres zwischen Berlin und Wien bzw. Wien und Berlin. Dieser als Wettbewerb ausgetragene Ritt über eine Entfernung von 572 Kilometern erbrachte erstmalige und überraschende Erkenntnisse über die Leistungsfähigkeit der Kavallerietruppe. Er war aber aus tierschützerischen Motiven auch stark umstritten. Trotz der aus diesem Grund teilweise negativen Presseberichterstattung der Zeit findet der moderne Distanzsport in diesem Ausdauerritt seinen Ursprung, neben dem Distanzreiten und dem Kutsch-Distanzfahren beispielsweise auch das Langstrecken-Fahrradrennen.

## Hintergrund
Vorausgegangen war der Ausschreibung zu dem Wettbewerb eine Wette zwischen dem österreichischen Kaiser Franz Josef und dem deutschen Kaiser Wilhelm II. über die Einsatzmöglichkeiten der jeweiligen berittenen Truppenteile. Der Ritt sollte der Erprobung der Kriegstüchtigkeit der beiden Armeen dienen. Beide Kaiser stifteten je einen Ehrenpreis für den Besten des anderen Landes. Außerdem wurden von verschiedenen Ministerien beider Länder Geldpreise für die nachfolgend Platzierten ausgelobt.
Der Wettbewerb zwischen den Teilnehmern der beiden Armeen erfüllte jedoch nicht nur einen militärischen Zweck, er löste damals in Deutschland und Österreich eine große nationale Euphorie unter den Bevölkerungen der beiden Länder aus. Schließlich sollte dieses Rennen auch die vormals verfeindeten, nun aber im Kriegsfalle verbündeten Armeen verbinden. Entsprechend groß war der Ehrgeiz der Teilnehmer, und viele bereits erfolgreiche Jagdreiter unter den Militärs meldeten sich an. Auch bedeutende Vertreter des deutschen Hochadels, wie der Hauptmann Ernst Günther Herzog von Schleswig-Holstein (84. in der Gesamtwertung), ein Schwager des deutschen Kaisers oder der Major Prinz Friedrich Leopold von Preußen (37. in der Gesamtwertung) ritten mit.

## Wettkampfbedingungen
Die Ausschreibung wurde von einer gemischten Kommission hochrangiger Offiziere beider Seiten vorgenommen. Es galt, die jeweilige Strecke in möglichst kurzer Zeit zurückzulegen, die Gesamtzeit von Start bis Ziel inklusive Ruhepausen wurde gerechnet. Ein Pferdewechsel war nicht erlaubt. Es wurden weder Tierarzt-Kontrollen durchgeführt noch Zwangspausen vorgeschrieben. Zwar wurde auf beiden Seiten ein mit je 5.000 Mark gutdotierter „Konditionspreis“ ausgeschrieben, der neben der Geschwindigkeit auch den gesundheitlichen Zustand des Pferdes bei Zieleinritt berücksichtigen sollte, dennoch war voraussehbar, dass die körperliche Unversehrtheit der Pferde bei diesem dem militärischen Ernstfall nachgespielten Ritt zurückgestellt werden würde. Jedem Reiter blieb es selbst überlassen, wie sehr er sich und sein Pferd belastete. Entsprechend hoch waren die gesundheitlichen Schäden bzw. Ausfälle bei den zumeist edlen, voll- oder halbblütigen Pferden. Innerhalb einer Woche nach dem Rennen verendeten 30 der 250 Pferde aus dem Teilnehmerfeld, darunter auch die der Sieger.
Das Startgeld betrug 100 Mark, die 40 schnellsten Reiter sollten eine Siegprämie von mindestens 500 Mark erhalten. Für den ersten Sieger wurden 20.000 Mark, für den zweiten 10.000 Mark und für den dritten 6.000 Mark ausgelobt.

## Verlauf und Ergebnis

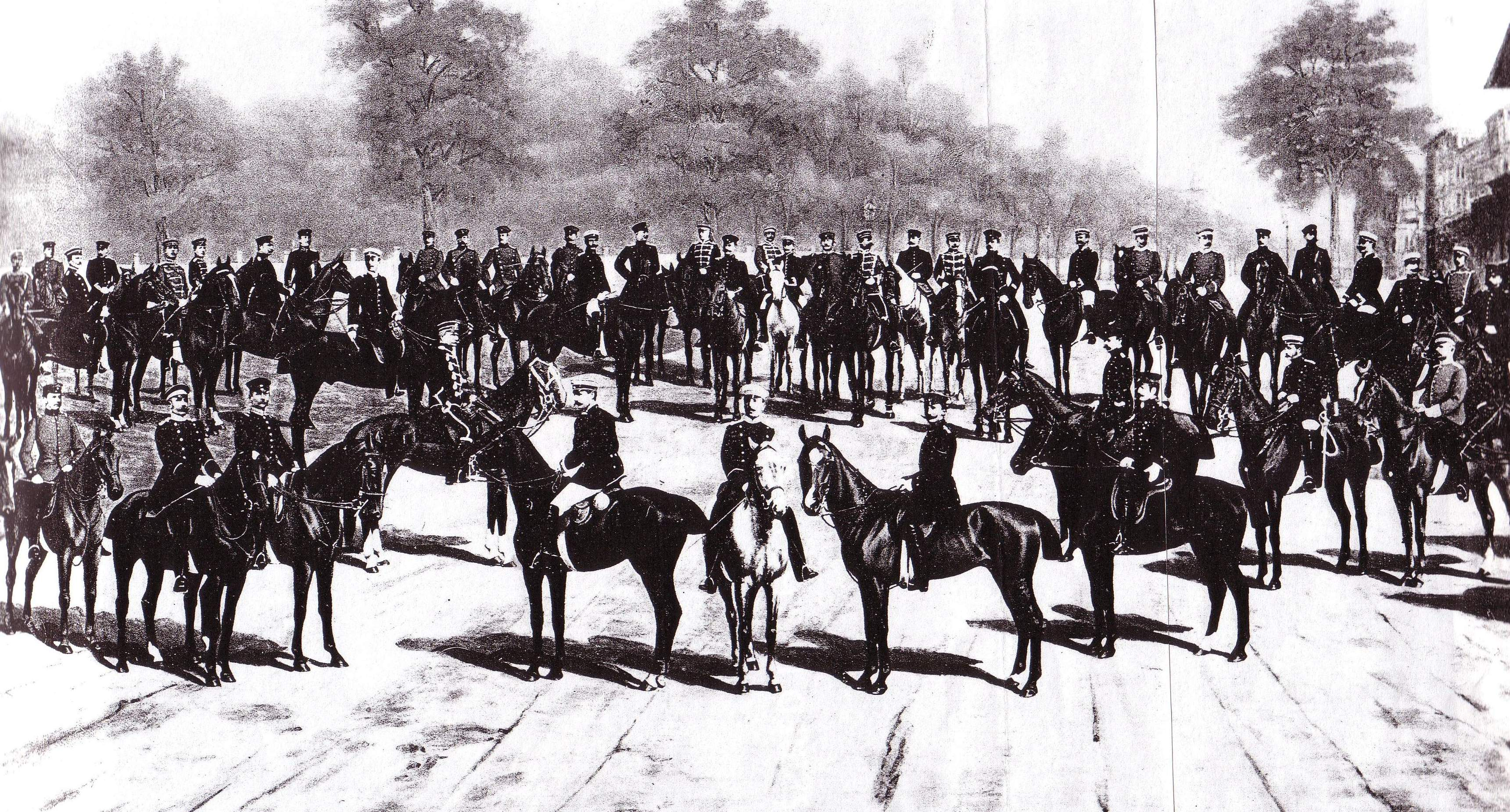
Teilnehmer des Distanzrittes Berlin–Wien 1892. In der Mitte vorne die drei erstplatzierten deutschen Reiter, vlnr.: Premierleutnant Freiherr von Reitzenstein, Secondeleutnant Albrecht von Thaer und Premierleutnant von Kronenfeldt;
Stich von H. Schnaebeli & Co.

Am 1. Oktober 1892 brachen von Wien 118 österreichisch-ungarische Offiziere Richtung Berlin auf, von Berlin aus starteten 132 deutsche Kavalleristen. Auf deutscher Seite hatten die Kürassier-, Husaren-, Dragoner- und Ulanenregimenter ihre vielversprechendsten Reiter gemeldet, die die Ehre der jeweiligen Einheiten zu verteidigen hatten. Zumeist wurden private Pferde verwendet. Der Kavallerie-Oberst Heinrich von Rosenberg betreute die deutschen Reiter.
Die Österreicher, die vorteilhafterweise zunächst im schweren und später im leichten Gelände ritten, konnten auf der 572 Kilometer langen Strecke durchweg bessere Zeiten erzielen. Gesamtsieger wurde der Oberleutnant im Husarenregiment Nr. 7 Wilhelm Graf Starhemberg (1862–1928) auf dem englisch-ungarischen Halbblut Athos mit einer Gesamtzeit von 71 Stunden und 40 Minuten. Davon entfielen nur elf Stunden auf Pausen. Starhemberg erhielt 20.000 Mark Preisgeld sowie den Ehrenpreis des Kaisers Wilhelm und den Roten Adlerorden 4. Klasse.
Sein Pferd verstarb wenige Stunden später.
Der zweitbeste österreichische Reiter war Oberleutnant von Miklos, der mit einer Zeit von 74 Stunden und 24 Minuten in der Gesamtwertung den 3. Platz errang und ein Preisgeld von 6.000 Mark erzielte. Als dritter Österreicher traf Leutnant Hofer mit 74 Stunden und 42 Minuten Reitzeit in Berlin ein. Er erhielt 4.500 Mark. Auf österreichischer Seite erhielt Rittmeister Haller, im Gesamtergebnis auf dem 25. Platz, den „Konditionspreis“ in Höhe von 5.000 Mark.
Zielort der deutschen Reiter war Floridsdorf, ein Vorort von Wien. Deutscher Sieger wurde der Premierleutnant Freiherr von Reitzenstein vom Kürassier-Regiment Nr. 4 auf der Senner Stute Lippspringe in 73 Stunden und sechs Minuten. Er erhielt den Ehrenpreis des Kaisers Franz Josef sowie 10.000 Mark Preisgeld. Sein Pferd verendete ebenfalls am Tage nach dem Zieleinlauf.
Zweitbester deutscher Reiter (und in der Gesamtwertung Neunter) wurde Secondeleutnant Albrecht von Thaer (Kürassierregiment von Seydlitz Magdeburg Nr. 7) mit einer Gesamtreitzeit von 78 Stunden und 45 Minuten. Das errungene Preisgeld betrug 1.800 Mark. Drittbester Deutscher wurde Premierleutnant von Kronenfeldt vom Feldartillerie-Regiment Nr. 10 mit einer Zeit von 79 Stunden und 6 Minuten. Der „Konditionspreis“ für die deutschen Reiter wurde geteilt und je 2.500 Mark erhielten der Gesamtelfte Kronenfeldt und der Secondeleutnant Johannsen, der in der Gesamtwertung auf Platz 17 (mit einer Reitzeit von 80 Stunden und 45 Minuten) kam.

## Teilnehmer und Platzierungen (Auszug)

### Deutschland
- 2. Premierleutnant Freiherr von Reitzenstein, Kürassier-Regiment Nr. 4: 73 Stunden und 6 Minuten
- 9. Secondeleutnant Albrecht von Thaer, Kürassier-Regiment Nr. 7: 78 Stunden und 15 Minuten
- 11. Premierleutnant von Kronenfeldt, Feldartillerie-Regiment Nr. 10: 79 Stunden und 6 Minuten
- 12. Hauptmann von Förster, Luftschiff-Abteilung: 79 Stunden und 44 Minuten
- 17. Secondeleutnant Johannsen, Husaren-Regiment Nr. 16: 80 Stunden und 45 Minuten
- 24. Rittmeister Theodor Kimmerle, Chevaulegers-Regiment Nr. 4: 82 Stunden und 31 Minuten
- 26. Rittmeister Freiherr von Esebeck, Garde-Ulanen-Regiment Nr. 3: 83 Stunden und 18 Minuten
- 27. Rittmeister von Tepper-Laski, Husaren-Regiment Nr. 3: 83 Stunden und 24 Minuten
- 28. Rittmeister Graf von Westarp, Husaren-Regiment Nr. 6: 83 Stunden und 47 Minuten
- 29. Secondeleutnant Heyl, Dragoner-Regiment Nr. 9: 84 Stunden und 25 Minuten
- 31. Premierleutnant Diestel, Dragoner-Regiment Nr. 5: 85 Stunden und 6 Minuten
- 32. Secondeleutnant von Kummer, Husaren-Regiment Nr. 15: 85 Stunden und 10 Minuten
- 34. Secondeleutnant von Massow, Kürassier-Regiment Nr. 6: 85 Stunden und 26 Minuten
- 35. Rittmeister von Pieschel, Ulanen-Regiment Nr. 13: 85 Stunden und 37 Minuten
- 36. Major Friedrich Leopold Prinz von Preußen, Kürassier-Regiment Gardes du Corps: 85 Stunden und 45 Minuten
- 41. Rittmeister von Witzleben, Dragoner-Regiment Nr. 3: 86 Stunden und 28 Minuten
- 42. Secondeleutnant von Dietze, Ulanen-Regiment Nr. 16: 86 Stunden und 37 Minuten
- 43. Secondeleutnant Freiherr Meyern von Hohenberg, Ulanen-Regiment Nr. 16: 86 Stunden und 38 Minuten
- 45. Rittmeister Freiherr von Schuckmann, Kürassier-Regiment Nr. 1: 87 Stunden und 19 Minuten
- 47. Premierleutnant Graf von Matuschka, Dragoner-Regiment Nr. 8: 87 Stunden und 19 Minuten
- 48. Secondeleutnant von Jena, Infanterie-Regiment Nr. 24: 87 Stunden und 45 Minuten
- 50. Secondeleutnant von Studenitz, Husaren-Regiment Nr. 6: 88 Stunden und 45 Minuten
- 64. Premierleutnant Edler von Planitz, Feldartillerie-Regiment Nr. 15: 92 Stunden und 40 Minuten
- 85. Rittmeister von Poser, Dragoner-Regiment Nr. 26: 100 Stunden und 41 Minuten
- 86. Hauptmann Freiherr von Müffling, 1. Garde-Regiment zu Fuß: 100 Stunden und 44 Minuten
- 101. Oberstleutnant Graf von Geldern-Egmond, Leibhusaren-Regiment Nr. 1: 105 Stunden und 37 Minuten
- 104. Secondeleutnant von Heimendahl, Husaren-Regiment Nr. 12: 106 Stunden und 31 Minuten

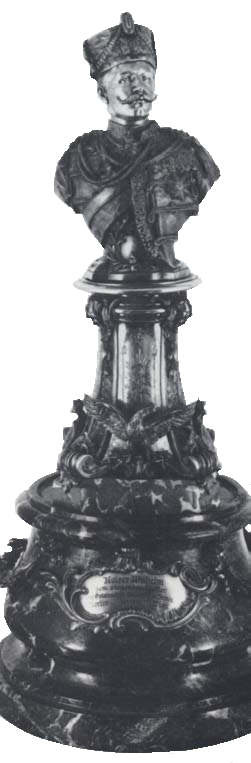
Ehrenpreis Kaiser Wilhelms II. für den Erstplatzierten, Oberleutnant Graf Starhemberg

### Österreich
- 1. Oberleutnant Graf Starhemberg, Husarenregiment Nr. 7: 71 Stunden und 40 Minuten
- 3. Oberleutnant von Miklós, Husarenregiment Nr. 16: 74 Stunden und 24 Minuten
- 4. Leutnant Höfer, Dragonerregiment Nr. 11: 74 Stunden und 42 Minuten
- 5. Leutnant von Czavossy, Husarenregiment Nr. 3: 76 Stunden und 7 Minuten
- 6. Oberleutnant Muzika, Train-Regiment Nr. 3: 77 Stunden und 21 Minuten
- 7. Oberleutnant von Hinke, Artillerieregiment Nr. 2: 77 Stunden und 30 Minuten
- 8. Leutnant J. Scherber, Dragonerregiment Nr. 7.: 78 Stunden und 5 Minuten
- 20. Leutnant von Schmidt, Husarenregiment Nr. 6: 79 Stunden und 5 Minuten
- 13. Leutnant Baron von Kielmannsegg, Dragonerregiment Nr. 4: 79 Stunden und 52 Minuten
- 14. Oberleutnant Graf Batthyany, Husarenregiment Nr. 7: 80 Stunden und 10 Minuten
- 15. Leutnant Heinrich Scherber, Dragonerregiment Nr. 7.: 80 Stunden und 19 Minuten
- 16. Leutnant von Schramm, Ulanenregiment Nr. 7: 80 Stunden und 38 Minuten
- 18. Rittmeister Stögl, Ulanenregiment Nr. 8
- 19. Oberleutnant Freiherr von Sardagna, Husarenregiment Nr. 11: 81 Stunden und 50 Minuten
- 20. Oberleutnant Freiherr von Wolf, Dragonerregiment Nr. 13: 82 Stunden und 4 Minuten
- 21. Oberleutnant Graf Vay, Artillerieregiment Nr. 3: 82 Stunden und 8 Minuten
- 22. Rittmeister Baron Baselli, Dragonerregiment Nr. 4: 82 Stunden und 10 Minuten
- 23. Leutnant Gormasz, Husarenregiment Nr. 1: 82 Stunden und 19 Minuten
- 25. Rittmeister Haller, Trainregiment Nr. 1: 82 Stunden und 43 Minuten
- 30. Oberleutnant Buffa, Dragonerregiment Nr. 6: 85 Stunden und 6 Minuten
- 33. Oberleutnant Graf Lubiensky, Ulanenregiment Nr. 5: 85 Stunden und 24 Minuten
- 36. Oberleutnant Graf Paar, Ulanenregiment Nr. 1: 85 Stunden und 41 Minuten
- 38. Oberleutnant Creutzer, Husarenregiment Nr. 3: 86 Stunden und 5 Minuten
- 39. Rittmeister Tarjanyi, Honvéd-Husarenregiment Nr. 3: 86 Stunden und 5 Minuten
- 40. Rittmeister Baron Unterrichter, Dragonerregiment Nr. 2: 86 Stunden und 22 Minuten
- 44. Oberleutnant Diefenbach, Trainregiment Nr. 1: 86 Stunden und 54 Minuten
- 49. Oberleutnant von Jarmy, Husarenregiment Nr. 5: 88 Stunden und 12 Minuten
- Leutnant Altgraf Robert zu Salm-Reifferscheidt-Raitz, Dragonerregiment Nr. 12: 94 Stunden und 53 Minuten